# ماجراهای کار و اندیشه
ماجراهای کار و اندیشه یک برنامه عروسکی کودکان محصول سال ۱۳۶۰ شمسی است که از تلویزیون صدا و سیمای جمهوری اسلامی ایران پخش شد. این برنامه عروسکی جزوی از آثار ابوالفضل رازانی نظام العلمایی، استاد عروسکی است.  آهنگسازی این مجموعه عروسکی را فرید شب‌خیز بر عهده داشته است که آهنگسازی این انیمیشن جزو اولین تجربه‌های او بود.

## داستان
این مجموعه تلویزیونی ماجراهای دو برادر را روایت می‌کند که یکی اسمش کار هست و دیگری اندیشه و با کمک هم مشکلات پیش آمده را حل می‌کنند.
کار و اندیشه در تیتراژ برنامه خود را این گونه توصیف می‌کنند:
من کارم
بازو و نیرو دارم
هر چیزی رو می‌سازم
از تنبلی بیزارم
اسم من اندیشه
به کار میگم همیشه
بی کار و بی اندیشه
چیزی درست نمیشه
ما کار و اندیشه
با هم هستیم همیشه
می‌دونیم تنهایی
چیزی درست نمیشه